# 居多神社

37°09′59″N 138°13′23″E / 37.166478°N 138.223194°E
居多神社（日语：／ Kota-Jinja */?）是日本新潟縣上越市五智的神社，社格是式內小社、越後國一宮和縣社，主祭神是大國主命、奴奈川姬和建御名方命。氏子數目方面，根據《府縣鄉社明治神社誌料》記載是36戶，另有3,000戶崇敬者，《日本社寺大觀》記載是30戶，《式內社調查報告》指在1883年時有26戶，1985年時是90戶。文化財方面，木造狛犬和《居多神社文書》是上越市指定文化財，其中木造狛犬在1983年3月26日獲指定，居多神社文書則分別在1973年4月10日、1993年2月22日和1994年1月31日分批獲指定。

## 位置與名稱
神社位於關川下流，五智公園以東的小丘之上，與五智國分寺為鄰。不過，神社最初位於現址西北面約一公里外的字身輪山（現五智六丁目內），慶應2年（1866年）11月下旬，原神社毀於海岸侵蝕，於1879年5月遷至現址。行政區劃方面，神社原屬越後國頸城郡，後為中頸城郡居多村，在經過國府村和春日村時期後，先後劃入高田市和直江津市。大字最初是居多，1968年改為五智，小字最初是身輪山，遷移後是金谷。
居多在《延喜式》九條家本、武田家本和吉田家本的讀音均是Ita（ヰタ），《神社志料》是Keta（ケタ），《神名帳考證》則是Kota（コタ）。根據稻荷山古墳出土鐵劍記載，居自古唸，其後演變成和。神社與能登國的氣多大社、越中國的氣多神社的「氣多」發音相同，祭神也都是大國主命，反映古代出雲信仰的傳播。

## 歷史

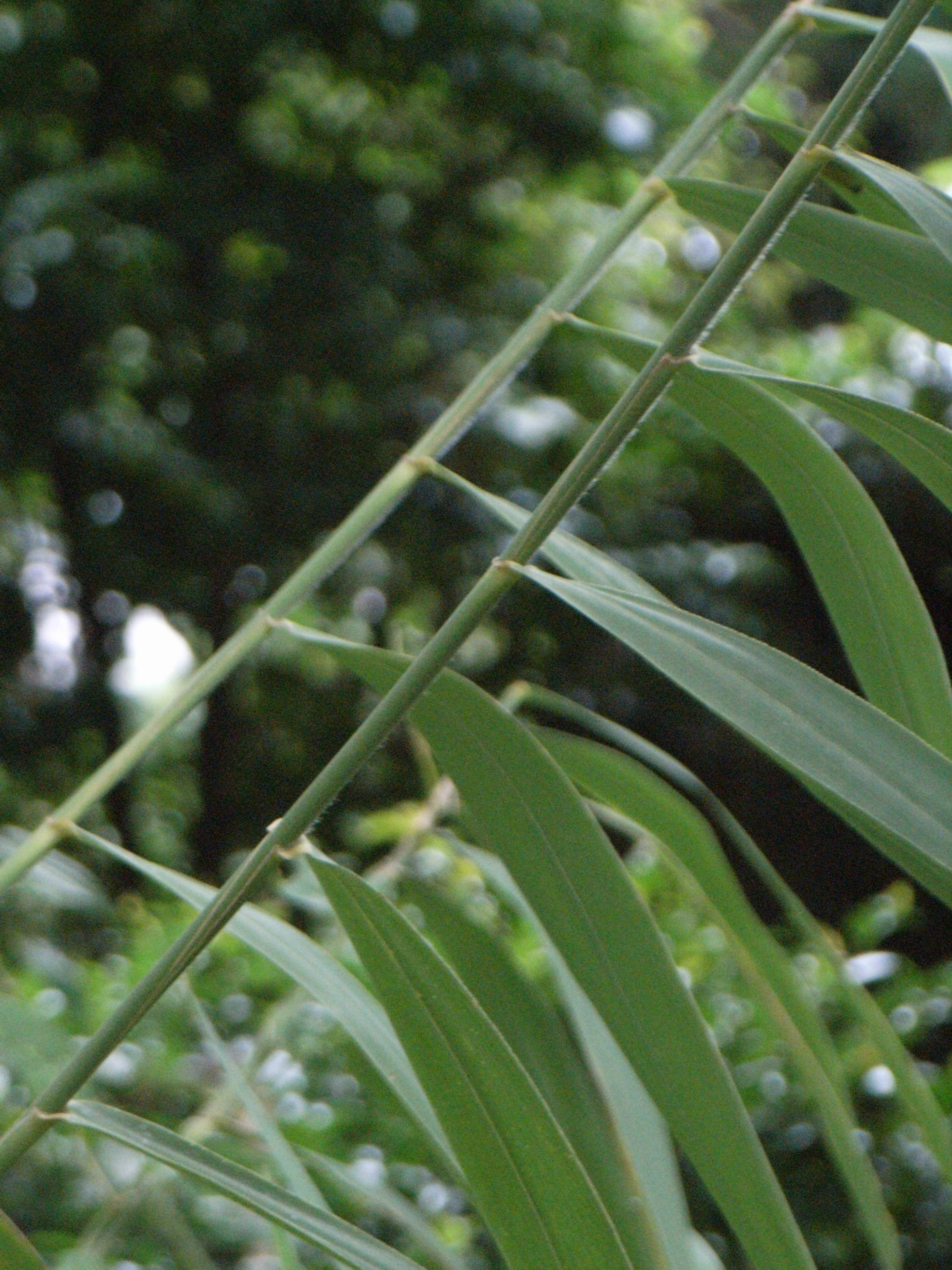
片葉之葦

神社的創建時期雖然不明，但是根據《頸城郡延喜式神社考》記載，神社是神代古蹟，在持統天皇在位期間的8月3日獲賜官幣。根據《神祇伯袖判居多神社位記証》引述《日本後紀》記載，神社作為居多神在弘仁4年（813年）7月敘從五位下的神階，不過《日本後紀》弘仁4年7月條已散佚，無法驗證。根據《日本三代實錄》貞觀3年8月3日（861年9月10日）條記載，神社與彌彥神、大神神一同升至從四位下。《日本歷史地名大系》引述《朝野群載》承曆4年6月10日（1080年6月29日）的《神祇官御體御卜奏文》提到的「坐越後國大神神、伊夜比古神、江野神、氣多神、物部神」，其中的氣多神便是指居多神社。承元元年（1207年），親鸞被流放至越後國府期間曾經參拜神社，並且在神前詠唱和歌，期求早日獲赦免以及念佛興盛，一夜之間境內蘆葦只剩下半邊葉，稱為片葉之葦，為越後七不思議之一。
根據社藏《沙彌某施行狀》、應永32年2月9日（1425年2月27日）的《守護上杉房朝袖判守護代長尾邦景奉書》以及永享11年11月7日（1439年12月13日）的《守護上杉房朝袖判社領寄進狀》記載，神社在貞和3年11月16日（正平2年，1347年12月18日）獲室町幕府下賜田井保（現上越市田井）的三分之二用作興建社殿。觀應2年8月13日（正平6年，1351年9月4日），神社獲越後守護上杉憲顯下賜荒蒔保（現上越市荒牧）為社領。根據應永18年8月19日（1411年9月7日）的《居多神社社領注文》記載，神社的社領遍布頸城郡、苅羽郡、魚沼郡、古志郡和蒲原郡。應永32年2月9日（1425年2月27日），房朝下令如果在廳等人擾亂神事的話會被改易。永享11年11月7日（1439年12月13日），神社又獲其寄進柳原（現上越市三和區）、末野新保（現上越市三和區末野）、飯田（現上越市飯田）、中澤（現上越市頸城區石神）、吉川（現上越市吉川區）和安塚為社領。
根據堯惠著有的《北國紀行》記載，他在文明18年（1486年）曾經參拜神社，另外長享2年（1488年）萬里集九的《梅花無盡藏》收錄其一首以神社為題材的漢詩：「老樹庿前經幾霜 伴僧六七黃傾觴 對神自笑祝歸意 若住何州不故鄉」。進入戰國時代後，神社也被卷入戰亂之中，守護代長尾為景在天文2年10月24日（1533年11月10日）揚言如果成功在三個月內討伐上條定憲、長尾房長、中條藤資和新發田綱貞的話，便重建神社的社殿。天文24年2月3日（1555年2月24日），大熊朝秀、直江實綱和本庄宗緩以神社名義寫下起請文。永祿3年（1560年）5月，上杉輝虎在神社豎立制札，禁止在境內殺生、伐木和使用鐵砲，由其奉行人齋藤朝信、柿崎景家、北條高廣和長尾藤景署名。永祿5年11月9日（1562年12月5日），長尾政景也以神社名義寫下起請文）。永祿8年8月5日（1565年8月30日），神社的神主花前盛貞應一乘院覺慶的要求讓其子智光院賴慶作為輝虎的使者上洛。永祿12年11月5日（1569年12月12日），河田長親讓花前盛貞兼任宮津八幡宮的社職。
天正6年3月13日（1578年4月19日），御館之亂爆發。神社由於支持上杉景虎而遭到上杉景勝攻擊，花前盛貞和其子家盛逃至能登，在天正11年（1583年）再轉移至越中的魚津八幡宮。慶長3年（1598年2月6日），家盛在景勝轉封至會津，春日山城改由堀秀治入主後重回越後，翌年2月21日（1599年3月17日）獲秀治寄進13石作為社領。慶長15年7月13日（1610年8月31日），神社在松平忠輝入主福島城後，獲其准許開墾新田和鹽田。慶長16年9月19日（1611年10月24日），神社再獲忠輝寄進100石，並且由糸魚川城城主松平信直、村松城城主山田勝重、松代城城主松平吉成以及三條城城主松平重勝署名。同日，忠輝的御附家老大久保長安也下令修理神社損毀之處，神事也不得怠慢。同年，神社也獲江戶幕府下賜100石的朱印地。
元和4年4月20日（1618年6月12日），高田城城主松平忠昌在神社豎立制札，禁止伐木和容許守護不入，同年8月將守護不入的範圍擴大至社領。寬永元年10月9日（1624年11月19日），高田城城主松平光長也豎立制札，並且在寬永4年9月9日（1627年10月17日）寄進12石至神社。寬延4年（1751年）5月，高田藩藩主榊原政永豎立制札，禁止參拜者行狼藉之舉、伐木和殺生，自此歷任藩主榊原政敦（寬政元年11月，1789年）、榊原政令（文化12年8月，1815年）、榊原政養（文政11年8月，1828年）、榊原政愛（天保11年2月，1840年）和榊原政敬（慶應3年9月，1867年）均先後豎立制札。元祿2年（1689年），松尾芭蕉在奧之細道的回程時參拜神社。根據《明治七年（1874年）十月居多神社明細取調書上》記載，神社毀於慶應2年（1866年）11月下旬發生的海岸侵蝕，在1873年一度合祀至府中八幡宮，1879年遷出。

## 社格

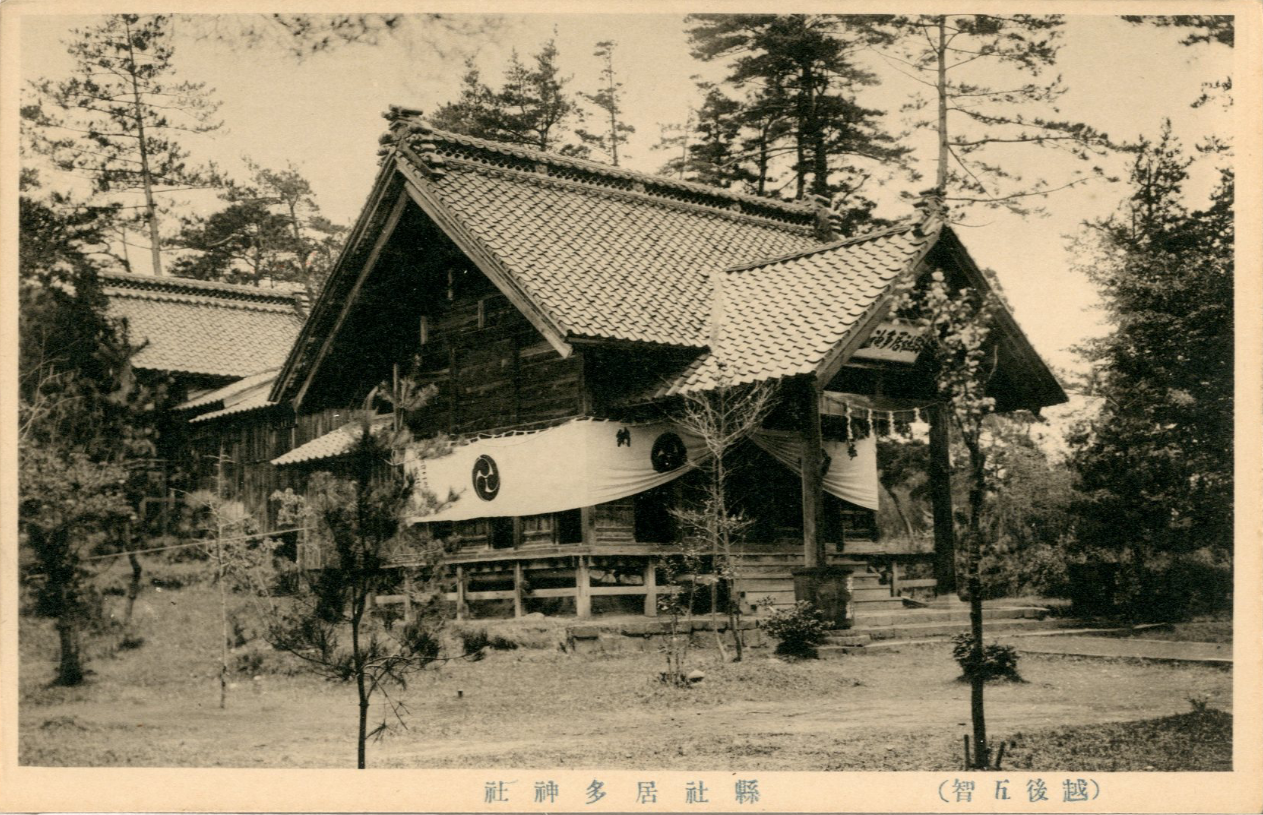
大正時期的縣社居多神社

神社的社格是式內小社、越後國一宮和縣社。根據《延喜式神名帳》記載，神社是越後國頸城郡十三社之一。一宮方面，根據在貞和3年11月16日（1347年12月18日，正平2年）的《沙彌某施行狀》記載，神社為「越後國一宮居多社」，《中世諸國一宮制的基礎研究》指這是神社作為一宮在文獻上首次有記載，其後享祿4年8月10日（1531年9月20日）的《山吉政久起請文》和天文11年4月5日（1542年5月19日）《上杉定實起請文》均提到「一宮居多大明神」，其他稱為越後國一宮的尚有彌彥神社。在近代社格制度實施後，神社在1872年5月先列為鄉社，翌年5月升至縣社，1906年12月31日獲指定為神饌幣帛料供進社。1928年，適逢裕仁即位，神社的一眾氏子和崇敬者計劃讓神社昇格為國幣社，他們先在1932年成立講社，開始整頓神社各處，並且在1941年11月8日成立以新潟縣知事為會長的居多神社造營奉贊會，不過隨著日本投降而無疾而終。

## 境內
- 由朝廷下賜的四至（日语：四至）圖
- 雁田神社
- 社殿
- 本殿
- 一之鳥居

根據《府縣鄉社明治神社誌料》記載，神社境內面積達2882坪（約9527.27平方），《日本社寺大觀》指是2880坪（約9520.66平方），《式內社調查報告》指在1922年11月22日時是2173坪（約7183.47平方），1985年時是3町1反1畝1步（約30846.28平方）。1902年3月18日，神社毀於火災，在1907年3月13日重建本殿、祭舍和拜殿。當時本殿是神明造，正面寬2間（約3.64），1間3尺（約2.73），幣殿的尺寸相同，祭舍正面寬2間，長3間3尺（約6.36），神饌正面寬1間3尺（約2.73），長2間，幄舍正面寬1間3尺，長2間，拜殿正面寬4間（約7.27），長3間（約5.45），御札所正面寬2間，長1間3尺。2008年7月26日，本殿以大社造形式重建。此外，正面參道入口的一之鳥居刻有天明8年（1788年）8月的銘文，石額刻有正一位居多神社，背面是大神居多太神，北參道的一之鳥居則刻有承應2年（1653年）的銘文。
神社在遷移前於境內有6座攝末社，分別是天神社（祭神少彥名命）、八幡社（祭神田心姬命、湍津姬命和市杵嶋命）、稻荷社（祭神宇迦之御魂命）、八坂社（祭神須佐乃男命）、諏訪社（祭神建御名方命）和大間神社（祭神大若子命）。遷移後的境內攝末社分別有是雁田神社（祭神高皇產靈神和神皇產靈神）、稻荷神社（祭神宇迦之御魂命）和乳母嶽神社（祭神迦具奴知命）。

## 祭事
神社的祭事如下：
- 例祭（日语：例祭）：5月3日
- 大祭：8月19日和8月20日

## 註解
1. ↑  根據《明治十六年神社明帳》記載，當時的祭神沒有建御名方命，《特選神名牒》、《越後國頸城郡延喜式內十三座神社傳記》、《頸城郡延喜式神社考》和《越後頸城郡誌稿》則僅視大己貴命為祭神[1]。
2. ↑  大神神的論社是天津神社、大神社、大野神社和關山神社[1]。
3. ↑  在越後國的式內社中，有兩座物部神社，論社分別是上越市的物部神社和柏崎市的物部神社[1]。
4. ↑  各郡社領如下[8][1][7]：

  - 頸城郡：下鄉（現上越市大貫、飯、瀧寺、中正善寺、下正善寺、宇津尾、中野俁和上綱子）、高柳（現妙高市關川町、諏訪町、高柳和東陽町）、倉重、土橋（現上越市土橋和高土町）、本鄉東、利苅（現上越市板倉區戶狩）、廄村（現上越市清里區馬屋）、富澤經（現上越市清里區）、富河新保（現上越市上富川和下富川）、富益別給（現上越市舊津有村內）、荒井新保（現妙高市新井、中町、下町、朝日町、榮町、東雲町、白山町、田町、中央町、上町、錦町、工團町和新工町）、河浦（現上越市三和區川浦）、青野（現上越市青野）、上鄉（現上越市平成大合併前的舊上越市域內）、中河（現妙高市中川或上越市安塚區坊金和細野）、田島（現柏崎市西山町田島）、力石經（現上越市內）、鴨江（現上越市三和區鴨井）、花前（現上越市頸城區花崎）、橫曾禰（現上越市橫曾根）
  - 苅羽郡：田澤（現柏崎市西山町田澤）、萑守（現刈羽村刈羽的雀森地區或柏崎市雀森地區）
  - 古志郡：於木（現出雲崎町小木）、乙面（現出雲崎町乙茂）
  - 魚沼郡：橋富岡、村田、中山（現長岡市中山或小千谷市真人町中山地區）
  - 蒲原郡：濱鄉、木津（現新潟市江南區木津和木津工業團地）、大前（現三條市大崎）、金澤西（現新潟市秋葉區金澤町和東町[6]）、大金浦
5. ↑  神社的名義是居多大明神。除了居多大明神外，兩篇起請文均同時以彌彥神社（彌彥大明神）、二田神社（越後國二宮物部神社）、藏王權現（金峯神社）和府中六所（或府中六所大明神，府中八幡宮）名義發誓，前者另有關山權現（關山神社）[1]。
6. ↑  此外，《神道事典》也提到天津神社為一宮的說法[11]。不過，《特選神名牒》認為其一宮是指頸城郡的一宮，與國司首先參拜的一宮的定義不同，《式內社調查報告》則主張其為沼川鄉（現糸魚川市一帶）的一宮[1]。

## 外部連結
- . 新潟縣觀光協會.   [2023-01-06]. （原始内容存档于2023-01-05） （日语）.
- . 上越市.   [2023-01-06]. （原始内容存档于2023-01-05） （日语）.
- . 全國一之宮巡拜會.   [2023-01-06]. （原始内容存档于2023-01-05） （日语）.
- . kotobank （日语）.